# Тодорович, Бора

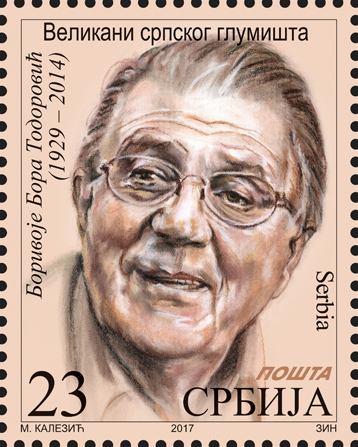
Почтовая марка Сербии (2017)

Бо́ра Тодо́рович (серб. Бора Тодоровић; 5 ноября 1929, Белград — 7 июля 2014, там же) — югославский и сербский актёр театра и кино. Его сестра Мира Ступица (Тодорович) — известная сербская актриса. Актёрами стали дочь и сын Боры — Дана и Срджан Тодорович.

## Биография
Тодорович родился в семье учителя. Его отец умер, когда Бора был ещё ребёнком. Тодорович окончил школу и прошёл срочную службу в армии. После этого Тодорович под влиянием сестры, которая решила стать актрисой, поступил в белградскую Академию драматических искусств. После выпуска он несколько лет жил в Загребе. В 1961—1983 годах Тодорович был актёром театра «Ателье 212» в Белграде.

## Творчество
Бора Тодорович сыграл более ста ролей в кино и телефильмах. В частности, он принял участие в известных югославских кинофильмах: «Национальный класс» (1979), «Кто там поёт?» и «Специальное лечение» (оба — 1980), «Монтенегро» (1981), «Марафонцы бегут круг почета» (1982), «Балканский экспресс» (1983), «Балканский шпион» (1984), «Время цыган» и «Балканский экспресс — 2» (оба — 1988), «Андеграунд» (1995), «Профессионал» (2003), «Святой Георгий убивает дракона» (2008) .

## Признание
- Премия имени Павле Вуйсича за созданное в киноискусстве (2002).
- Добрицын перстень за роли, сыгранные в театре (2006).
- Золотая медаль «За заслуги» (2015, посмертно, Сербия)[3].